# 限りなき挑戦/アリス・ライブ 美しき絆-Hand in Hand-
『限りなき挑戦／アリス・ライブ 美しき絆-Hand in Hand-』（かぎりなきちょうせん／アリス・ライブ　うつくしききずな〜ハンド・イン・ハンド〜）は、1979年11月にリリースされたアリスの5枚目のライブ・アルバム。

## 解説
1979年8月27日〜31日・9月3日・4日の日本武道館及び9月15日の横浜スタジアムでのライブからベスト・トラックを収録した2枚組のライブ・アルバム。
1993年に初CD化され、1998年、2002年、 2006年（紙ジャケット仕様）にもリリースされた。
CDではDISC 1にはSIDE 1とSIDE 2、DISC 2にはSIDE 3とSIDE 4が収録された。

## 収録曲

### SIDE 1
1. オーバーチュア - チャイコフスキー ピアノ協奏曲第一番 -
2. Wild Wind - 野生の疾風 -
3. つむじ風
4. 逃亡者〜YOUNG MAN (Y.M.C.A.)
5. 夢去りし街角
6. おまえ
7. 12°30'

### SIDE 2
1. 帰り道
2. 明日への讃歌
3. メドレー
  - 冬の稲妻〜君のひとみは10000ボルト〜今はもうだれも〜君のひとみは10000ボルト〜涙の誓い
4. 未青年
5. 秋止符

### SIDE 3
1. 忘れな詩
堀内のソロ。シングル曲。
2. あなたがいるだけで
矢沢のソロ。アルバム「バラエティ・ツアー」収録曲。
3. 陽はまた昇る
谷村のソロ。シングル曲。
4. 遠くで汽笛を聞きながら
5. チャンピオン

### SIDE 4
1. 帰らざる日々
2. 美しき絆〜Hand in Hand〜

## 参加ミュージシャン

### アリス
- 谷村新司:Acoustic Guitar
- 堀内孝雄:Acoustic Guitar
- 矢沢透:Drums,Percussion,Piano

### サポート・ミュージシャン
- 渡嘉敷祐一:Drums
- 杉本和弥:Bass
- 直居隆雄:Electric Guitar
- 安川ひろし:Electric Guitar
- 羽田健太郎:Piano
- 篠原信彦:Fender Phodes,Clavinet,Organ,Solina
- 松田幸一:Harmonica,Percussion
- 篠原国利:Trumpet
- 吉田憲司:Trumpet
- 大竹守:Trumpet
- 中沢健二:Trumpet
- 中沢忠孝:Trombone
- 福井寛隆:Trombone
- 鍵和田道男:Trombone
- 乃川芳雄:Trombone
- 山田栄重:Horn
- 高野哲夫:Horn
- フィーリング・フリー:Background Vocals